# Эпсилон Тукана
Эпсилон Тукана — Be-звезда в созвездии Тукана. Расстояние до Земли составляет примерно 350 световых лет, видимая звёздная величина равна +4.49. Масса звезды примерно в 4 раза больше солнечной, радиус превышает солнечный в 4 раза. Светимость звезды мощнее Солнца в 389 раз, температура составляет более 10000 кельвинов. ε Тукана не наблюдается на территории России.

## В культуре
В фантастическом романе 1956 года «Туманность Андромеды» одна из планет системы звезды ε Тукана населена разумными существами, очень похожими по внешнему виду на индейцев Центральной Америки. На этой планете фиолетовый океан, бирюзовые леса и медные горы. И. А. Ефремов оценил расстояние до звезды в 90 парсек, а светимость — в 78 солнечных.